# Sinagoga di Viadana
La sinagoga di Viadana, incompiuta nel suo progetto neoclassico ottocentesco ed oggi dismessa, è situata in via Bonomi 31. Di proprietà privata, non è sede di culto ma ospita occasionalmente eventi culturali. 

## La sinagoga
Per secoli la comunità ebraica di Viadana aveva usata una sinagoga completamente affrescata che era collocata in un edificio adiacente all'odierna sinagoga, nell'area del ghetto. Di questo oratorio oggi non restano che cinque stacchi pittorici conservati al Museo di Viadana. 
Ai primi dell'Ottocento, fu affidato all'architetto Carlo Visioli, autore della sinagoga di Sabbioneta, il progetto di una grande sinagoga neoclassica. La costruzione, pur giunta ad uno stadio avanzato, tuttavia non fu mai completata a causa del declino demografico della comunità locale. 
Della sinagoga rimane un grandioso ambiente circolare sormontato da una cupola finestrata sorretta sulle pareti da otto alte colonne ed archi monumentali. Il matroneo è murato. Dall'ingresso si vedono partire ancora le scale che dovevano portare ad esso, ma non sembra che siano state mai completate.
L'interno è disadorno; gli arredi appartenenti alla comunità non vi furono mai apposti, rimanendo collocati in un locale adiacente che fungeva da sinagoga durante il periodo della costruzione. Nascosti nel 1943, durante l'occupazione nazista, da Giacomo Delfini sotto le botti della cantina della Corte Puttina, furono restituiti e trasferiti a Mantova nel dopoguerra. La sinagoga fu venduta ed usata per oltre 30 anni come laboratorio di falegnameria.
È degli anni recenti la riscoperta del valore storico e artistico della costruzione. La sinagoga è stata per la prima volta riaperta al pubblico dagli attuali proprietari (la famiglia Marcheselli) durante il Festival lodoviciano del 2004 ed è da allora occasionalmente utilizzata per eventi culturali. 